# Alveopora ocellata
Espèce
Statut de conservation UICN

 DD  : Données insuffisantes
Statut CITES
Alveopora ocellata est une espèce de coraux appartenant à la famille des Poritidae selon ITIS ou la famille Acroporidae selon WoRMS.